# Dwight Howard
Dwight Dave Howard (8 december 1985) is een Amerikaans voormalig basketbalspeler.

## Carrière
Zijn trade naar de Los Angeles Lakers kwam na een periode van 8 jaar in Orlando, die hem niet al te veel succes hebben gebracht. Howard haalde slechts 1 finale, die hij uiteindelijk verloor van diezelfde LA Lakers (4-1). Met zijn overgang naar "The City of Angels" waren 4 team en veel spelers gemoeid. Zo kwamen naast hem, Chris Duhon en Earl Clark ook naar de Lakers, en voormalig teamgenoot Jason Richardson werd naar de Philladelphia 76ers gestuurd. Hier stuurde de Lakers hun starting center Andrew Bynum ook naartoe, samen met Forward Josh McRoberts en Guard/Forward Christian Eyenga. Hiernaast stuurde ze ook een first-round draft pick voor in 2017 naar Philladelphia. De Magic kreeg voor het wegsturen van Dwight Howard iets terug van Philladelphia. Dit waren Forward Moe Harkless, center Nikola Vucevic en een first-round draft pick. Om de deal volledig rond te krijgen bemoeide Denver zich er ook nog mee. De Denver Nuggets ontvingen superster Andre Iguodala van de 76ers en stuurden in ruil daarvoor guard Arron Afflalo, Forward Al Harington en een nader te bepalen draft-pick naar Orlando.
Howard speelde voordat hij in de NBA belandde voor de Southwest Atlante Christian Acadamy. Hij koos er vervolgens voor om niet naar college te gaan, maar direct naar de NBA. Hij werd in de NBA Draft van 2004 als eerste gekozen door de Orlando Magic.
Sinds zijn binnenkomst in de NBA is hij een van de beste als het over rebounds en dunks gaat. In die en andere categorieën vestigde hij verschillende records.
Howard leidde de Orlando Magic naar twee Southeast division titels en een Eastern Conference titel.
Howard speelde in 2011 een rol in de populaire jongerenserie The Suite Life on Deck. Hij speelde zichzelf.
Howard won in 2008 de Slam Dunk Contest dat deel uitmaakt van het NBA All-Star Weekend.
In juli 2013 tekende hij een contract van 88 miljoen euro over 4 jaar bij de Houston Rockets. Hij kende er niet veel succes, veel blessureleed en bleek niet de kracht te zijn die hij in het begin van zijn carrière was.
Het seizoen 2016 sloot hij af met 13.7 points en 8.5 field goal attempts per wedstrijd last. Zijn laagste cijfers sinds zijn rookie jaar in 2004-2005.
Na omzwervingen bij teams als de Atlanta Hawks, Charlotte Hornets en de Washington Wizards, werd hij in 2019 weer aangetrokken door de Los Angeles Lakers. Het team, onder leiding van LeBron James, had weer grote plannen met Howard. Howard ging meteen akkoord met de voorwaarden en de rol als reservespeler en vormde een belangrijke schakel bij het behalen van de NBA titel in 2020.
Na de titel met de Lakers trok Howard voor één seizoen naar de Philadelphia 76ers, maar in de zomer van 2021 tekende hij voor de derde keer bij de Lakers uit Los Angeles.

## Erelijst
- 1x NBA Champion (2020)
- 8x NBA All-Star (2007-2014)
- 5x All-NBA First Team (2008-2012)
- 2x All-NBA Third Team (2007, 2013)
- 4x NBA All-Defensive First Team (2009-2012)
- 1x NBA All-Defensive Second Team (2008)
- NBA Slam Dunk Kampioen (2008)
- 2x NBA blocks leader (2009,2010)
- 3x NBA Defensive Player of the Year Award (2009-2011)
- Naismith Prep Player of the Year (2004)
- McDonald's All-American Game Co-MVP (2004)
- MR. Georgia Basketball (2004)

- Library of Congress Control Number: n2009039752
- MusicBrainz: 6a22fad4-dc38-42d2-8f45-5fd0c5c862b1
- SNAC: w6gz8dg3
- Virtual International Authority File: 90455154
- WorldCat: E39PBJqVPp4tmxd9gMxckYTCQq